# 가쓰마타 요시노리
가쓰마타 요시노리(일본어: , 1985년 12월 7일 ~ )는 일본의 전 축구 선수이다.

## 구단 경력
그는 2012년부터 2018년까지 J리그의 FC 마치다 젤비아, 도치기 SC, AC 나가노 파르세이루에서 활동하였다.